# Конституція Італії
Конституція Італійської Республіки (Costituzione della Repubblica Italiana) — основний закон Республіки Італія.
Ухвалена 1947 року Установчими зборами, набула чинності 1 січня 1948 року. Складається з основних положень (статті 1-12) і двох частин. В цілому налічує 134 статті (спочатку 139, 5 виключені). Також до конституції включені перехідні та заключні положення. Змінювалася 15 разів. Встановлює парламентську республіку, визнає Латеранські угоди як основу особливих відносин з римо-католицькою церквою.

## Порядок зміни конституції
Поправки до Конституції можуть бути прийняті при голосуванні обох палат Парламенту. Якщо поправки хоча б в одній палаті приймаються більшістю менше двох третин, поправки можуть бути винесені для затвердження на референдум. Не підлягає зміні республіканський устрій держави.